# Liste der Baudenkmäler in Mettingen
Die Liste der Baudenkmäler in Mettingen enthält die denkmalgeschützten Bauwerke auf dem Gebiet der Gemeinde Mettingen im Kreis Steinfurt in Nordrhein-Westfalen (Stand: April 2021). Diese Baudenkmäler sind in der Denkmalliste der Gemeinde Mettingen eingetragen; Grundlage für die Aufnahme ist das Denkmalschutzgesetz Nordrhein-Westfalen (DSchG NRW).

| Bild                               | Bezeichnung                                                   | Lage                                        | Beschreibung | Bauzeit                               | Eingetragen seit  | Denkmal- nummer |
| ---------------------------------- | ------------------------------------------------------------- | ------------------------------------------- | --- | ------------------------------------- | ----------------- | --------------- |
| weitere Bilder                     | Evangelische Kirche                                           | Mettingen Westerkappelner Straße 1 Karte    | sakrale Gebäude; komplett | Ende 15. Jahrhundert                  | 14. Januar 1984   | A 01            |
| weitere Bilder                     | Katholische Pfarrkirche St. Agatha                            | Mettingen Kardinal-von-Galen-Straße 1 Karte | sakrale Gebäude; komplett | 1891–1894                             | 27. November 1984 | A 02            |
| weitere Bilder                     | Haus Berentelg                                                | Mettingen Kardinal-von-Galen-Straße 2 Karte | Wohn- und Geschäftshaus; komplett geschützt | 1795 (und später)                     | 27. November 1984 | A 03            |
| BW                                 | Haus „Doppelte Voß“                                           | Mettingen Nordhausener Straße 9 Karte       | Wohn- und Geschäftshaus; komplett geschützt | 1810                                  | 27. November 1984 | A 04            |
| weitere Bilder                     | Michaelsbrunnen                                               | Mettingen Markt Karte                       | Objekt der Volksfrömmigkeit; komplett geschützt | 1902                                  | 27. November 1984 | A 05            |
| weitere Bilder                     | Haus Telsemeyer                                               | Mettingen Sunderstraße 2 Karte              | Rathaus, Museum sowie Gaststätte (früheres Hotel) | 1780 und später                       | 27. November 1984 | A 06            |
| weitere Bilder                     | Heimathaus (ehemaliges Heuerhaus)                             | Wiehe Wieher Eschweg 79 Karte               | Bauernhaus; komplett | 1541                                  | 27. November 1984 | A 07            |
| weitere Bilder                     | Wohn- und Geschäftshaus „Kapellchen“                          | Mettingen Westerkappelner Straße 4 Karte    | Wohn- und Geschäftshaus; komplett geschützt | wahrscheinlich frühes 20. Jahrhundert | 24. Oktober 1984  | A 08            |
| weitere Bilder                     | „Krippken“ (ehemaliges Heuerhaus)                             | Ambergen Schwarze Straße 8a Karte           | Bauernhaus (ehemaliges Boeckersches Heuerhaus), heute Vereinshaus (zunächst bekannt als „Ballonhaus“, jetzt „Krippken“); komplett geschützt                                                                                  | 16. Jahrhundert                       | 27. November 1984 | A 09            |
| weitere Bilder                     | Armenpfahl (Prozessionskapellchen)                            | Ambergen Bischofstraße Karte                | Objekt der Volksfrömmigkeit |                                       | 27. November 1984 | A 10            |
| weitere Bilder                     | Heuerhaus (heute Teil des Bürgerzentrums)                     | Mettingen Neuenkirchener Straße 65 Karte    | Bauernhaus; komplett geschützt |                                       | 27. November 1984 | A 11            |
| Haus Runde                         | Haus Runde                                                    | Nierenburg Strooteweg 9 Karte               | Bauernhaus; komplett geschützt | 1883                                  | 21. Oktober 1987  | A 12            |
| Haus Covers                        | Haus Covers                                                   | Mettingen Recker Straße 22 Karte            | Wohn- und Geschäftshaus; komplett geschützt | 1869                                  | 9. Mai 1988       | A 13            |
| weitere Bilder                     | Heiligenhäuschen                                              | Mettingen Hügelstraße Karte                 | Objekt der Volksfrömmigkeit; komplett geschützt |                                       | 9. Mai 1988       | A 14            |
| weitere Bilder                     | Villa Vohs (auch „Burg Voß“, heute Franziskaner (OFM)kloster) | Mettingen Sunderstraße 15 Karte             | Villa; komplett geschützt | Ende 19. Jahrhundert                  | 9. Mai 1988       | A 15            |
| weitere Bilder                     | ehemaliges Armenhaus (heute Wohnhaus)                         | Mettingen Ibbenbürener Straße 5 Karte       | profanes Denkmal; komplett geschützt | 19. Jahrhundert                       | 9. Mai 1988       | A 16            |
| weitere Bilder                     | Georgshof                                                     | Ambergen Recker Straße 55 Karte             | Bauernhaus; ehemals Hof Boecker; von der Hofanlage geschützt sind das Hofhaus von 1827, das Wirtschaftsgebäude (Fachwerk, 19. Jahrhundert), der gepflasterte Kopfsteinweg dazwischen sowie die Einfriedung zur Recker Straße | 1827                                  | 11. Januar 1991   | A 17            |
| weitere Bilder                     | Schultenhof                                                   | Mettingen Burgstraße 9 Karte                | Bauernhaus, gesamte Hofanlage (nicht Remise) | Ende 18. /19. Jahrhundert             | 16. Oktober 1991  | A 18            |
| Hofstelle Rählmann (Rählmanns Hof) | Hofstelle Rählmann (Rählmanns Hof)                            | Mettingen Neuenkirchener Straße 67 Karte    | Bauernhaus, heute Restaurant; komplett geschützt | 1686 und später                       | 16. Oktober 1991  | A 19            |